# (5894) Telč
5894 Telc (1982 RM1) – planetoida z pasa głównego asteroid okrążająca Słońce w ciągu 3,24 lat w średniej odległości 2,19 j.a. Odkryta 14 września 1982 roku.